# Centennial Airport
Centennial Airport er en indenrigslufthavn i det sydlige Denver i Colorado USA, og bruges oftere af rejsene der skal til Aspen på ski eller bjergvandring. Lufthavnen har 2 landings- og startbaner.